# Il decisionista
Il decisionista è un film italiano del 1997 diretto da Mauro Cappelloni.

## Trama
Gian Luigi Rossi Distante è un giovane uomo d'affari rampante che amministra denaro proveniente da imprese e da clienti di cui spesso ignora perfino il nome. Egli è solito depositare i soldi in Svizzera, incrementandone illegalmente il valore, ma la polizia tributaria inizia a indagare su di un traffico di denaro che coinvolge banchieri e politici, tra i quali l'onorevole Caroli, suo amico e protettore; indagini già iniziate in precedenza e che avevano portato all'omicidio di Camilla Del Porto, una donna con ottime conoscenze pronta a testimoniare contro il dottor Ortaggi, un faccendiere già incriminato e che nel frattempo si era dato alla latitanza.
Una sera in un ristorante viene avvicinato da una giovane donna, amante dell'assassino della Del Porto, che inizia a seguirlo e che si rivela essere una giornalista che, grazie al suo rapporto con il killer, cerca di scoprire le attività di Ortaggi. La donna è a conoscenza dei rapporti tra questi e Rossi Distante e cerca, inutilmente, di avere notizie da lui fino a quando la sua attività non viene scoperta: la donna viene uccisa a sua volta dal killer.
La giornalista era a conoscenza che, nelle sfere politiche, Rossi Distante era stato scelto per prendere il posto di Ortaggi come colpevole delle indagini ma non ha fatto in tempo ad avvertirlo e nel momento in cui un amico carabiniere gli volta le spalle, mettendolo nelle mani della Guardia di Finanza, egli si rende conto che la sua posizione è diventata difficile, venendo scaricato anche da Caroli, e decide di darsi lui stesso alla latitanza, non prima di avere scritto una lettera a un commissario di polizia, nella quale rivelava la posizione di Ortaggi e dello stesso Caroli, ma, prima di poter espatriare, viene ucciso dal killer.